# Chris Morris
Christopher Morris, född 5 september 1965 i Bristol, England, är en brittisk komiker, regissör, skådespelare och radiopratare.
Morris inledde sin karriär som radiopratare, men har blivit mest berömd för sina kontroversiella TV-program The Day Today och Brass Eye. I dessa drifter med nyhets- och samhällsprogram har Morris fått kändisar som bland andra Britt Ekland och Phil Collins att yttrycka stöd för påhittade, och ofta fullständigt absurda, välgörenhetsprojekt. Mest omtalat är det avsnitt av Brass Eye från 2001 som behandlade pedofili, där Morris bland annat fick Phil Collins att stödja den påhittade anti-pedofilorganisationen "Nonce Sense" (nonce är brittisk slang för pedofil), och till och med utbrista "I'm talking Nonce Sense!". Efter detta program, som sändes i den brittiska TV-kanalen Channel 4, utbröt en storm av kritik mot Morris, främst från den brittiska tabloidpressen.
2010 släpptes Four Lions, den första långfilmen regisserad av Morris. Filmen handlar om en grupp inkompetenta islamistiska terrorister som planerar ett terrordåd riktat mot London Marathon.